# Теория струн
Тео́рия струн — теоретический формализм, изучающий динамику взаимодействия объектов не как точечных частиц, а как одномерных протяжённых объектов, так называемых квантовых струн.

Взаимодействие в микромире: диаграмма Фейнмана в Стандартной модели и её аналог в теории струн

Теория струн основана на гипотезе о том, что все элементарные частицы и их фундаментальные взаимодействия возникают в результате колебаний и взаимодействий ультрамикроскопических квантовых струн на масштабах порядка планковской длины 10−35 м. Квантовая теория струн возникла в начале 1970-х годов в результате осмысления формул Габриэле Венециано, связанных со струнными моделями строения адронов. Середина 1980-х и середина 1990-х ознаменовались бурным развитием теории струн, ожидалось, что в ближайшее время на основе теории струн будет сформулирована так называемая «единая теория», или «теория всего», поискам которой Эйнштейн безуспешно посвятил десятилетия.
Но до сих пор не были найдены варианты экспериментального подтверждения теории струн, а поиск на Большом адронном коллайдере её необходимой составляющей как суперсимметрия не увенчался успехом.
Одна из основных проблем при попытке описать процедуру редукции струнных теорий из размерности 26 или 10 в низкоэнергетическую физику размерности 4 заключается в большом количестве вариантов компактификаций дополнительных измерений на многообразия Калаби — Яу и на орбифолды, которые, вероятно, являются частными предельными случаями пространств Калаби — Яу. Большое число возможных решений с конца 1970-х и начала 1980-х годов создало проблему, известную под названием «проблема ландшафта». В связи с огромным количеством проблем некоторые учёные сомневаются, заслуживает ли теория струн вообще статуса научной.
Несмотря на эти трудности, разработка теории струн стимулировала развитие математических формализмов, в основном — алгебраической и дифференциальной геометрии, топологии.

## Основные положения

Уровни строения мира:
1. Макроскопический уровень — вещество
2. Молекулярный уровень
3. Атомный уровень — протоны, нейтроны и электроны
4. Субатомный уровень — электрон
5. Субатомный уровень — кварки
6. Струнный уровень

Если бы существовал явный механизм экстраполяции струн в низкоэнергетическую физику, то теория струн представила бы нам все фундаментальные частицы и их взаимодействия в виде ограничений на спектры возбуждений нелокальных одномерных объектов. Таким образом возможно было охарактеризовать материю и свойство материи, которая поддаётся аппроксимации. Характерные размеры компактифицированных струн чрезвычайно малы, порядка 10−33 см (порядка планковской длины), поэтому они недоступны наблюдению в эксперименте. Аналогично колебаниям струн музыкальных инструментов спектральные составляющие струн возможны только для определённых частот (квантовых амплитуд). Чем больше частота, тем больше энергия, накопленная в таком колебании, и, в соответствии с формулой E=mc², тем больше масса частицы, в роли которой проявляет себя колеблющаяся струна в наблюдаемом мире. Параметром, аналогичным частоте для осциллятора, для струны является квадрат массы.
Непротиворечивые и самосогласованные квантовые теории струн возможны лишь в пространствах высшей размерности (больше четырёх, учитывая размерность, связанную со временем). В связи с этим в струнной физике открыт вопрос о размерности пространства-времени. То, что в макроскопическом (непосредственно наблюдаемом) мире дополнительные пространственные измерения не наблюдаются, объясняется в струнных теориях одним из двух возможных механизмов: компактификация этих измерений — скручивание до размеров порядка планковской длины, или локализация всех частиц многомерной вселенной (мультивселенной) на четырёхмерном мировом листе, который и являет собой наблюдаемую часть мультивселенной. Предполагается, что высшие размерности могут проявляться во взаимодействиях элементарных частиц при высоких энергиях, однако до сих пор экспериментальные указания на такие проявления отсутствуют.
При построении теории струн различают подход первичного и вторичного квантования. Последний оперирует понятием струнного поля − функционала на пространстве петель, подобно квантовой теории поля. В формализме первичного квантования математическими методами описывается движение пробной струны во внешних струнных полях, при этом не исключается взаимодействие между струнами, в том числе распад и объединение струн. Подход первичного квантования связывает теорию струн с обычной теорией поля на мировой поверхности.
Наиболее реалистичные теории струн в качестве обязательного элемента включают суперсимметрию, поэтому такие теории называются суперструнными. Набор частиц и взаимодействий между ними, наблюдающийся при относительно низких энергиях, практически воспроизводит структуру стандартной модели в физике элементарных частиц, причём многие свойства стандартной модели получают изящное объяснение в рамках суперструнных теорий. Тем не менее до сих пор нет принципов, с помощью которых можно было бы объяснить те или иные ограничения струнных теорий, чтобы получить некое подобие стандартной модели.
В середине 1980-х годов Майкл Грин и Джон Шварц пришли к выводу, что суперсимметрия, являющаяся центральным звеном теории струн, может быть включена в неё не одним, а двумя способами: первый — это суперсимметрия мировой поверхности струны, второй — пространственно-временная суперсимметрия. В своей основе данные способы введения суперсимметрии связывают методы конформной теории поля со стандартными методами квантовой теории поля. Технические особенности реализации данных способов введения суперсимметрии обусловили возникновение пяти различных теорий суперструн — типа I, типов IIA и IIB, и двух гетеротических струнных теорий. Возникший в результате этого всплеск интереса к теории струн был назван «первой суперструнной революцией». Все эти модели формулируются в 10-мерном пространстве-времени, однако различаются струнными спектрами и калибровочными группами симметрии. Заложенная в 1970-х и развитая в 1980-х годах конструкция 11-мерной супергравитации, а также необычные топологические двойственности фазовых переменных в теории струн в середине 1990-х привели ко «второй суперструнной революции». Выяснилось, что все эти теории, на самом деле, тесно связаны друг с другом благодаря определённым дуальностям. Было высказано предположение, что все пять теорий являются различными предельными случаями единой фундаментальной теории, получившей название М-теории. В настоящее время ведутся поиски соответствующего математического языка для формулировки этой теории.

## История

### Происхождение названия
В 1968 году физики Габриэль Венециано и Махико Судзуки обнаружили, что формула, которую Леонард Эйлер вывел в XVIII веке, описывала рассеяние двух элементарных частиц. Позже физики Йоитиро Намбу, Хольгер Нильсен и Леонард Сасскинд, поняли, что эта формула представляет взаимодействие двух струн. С тех пор этот класс уравнений теоретической физики получил название теории струн.

### Струны в адронной физике

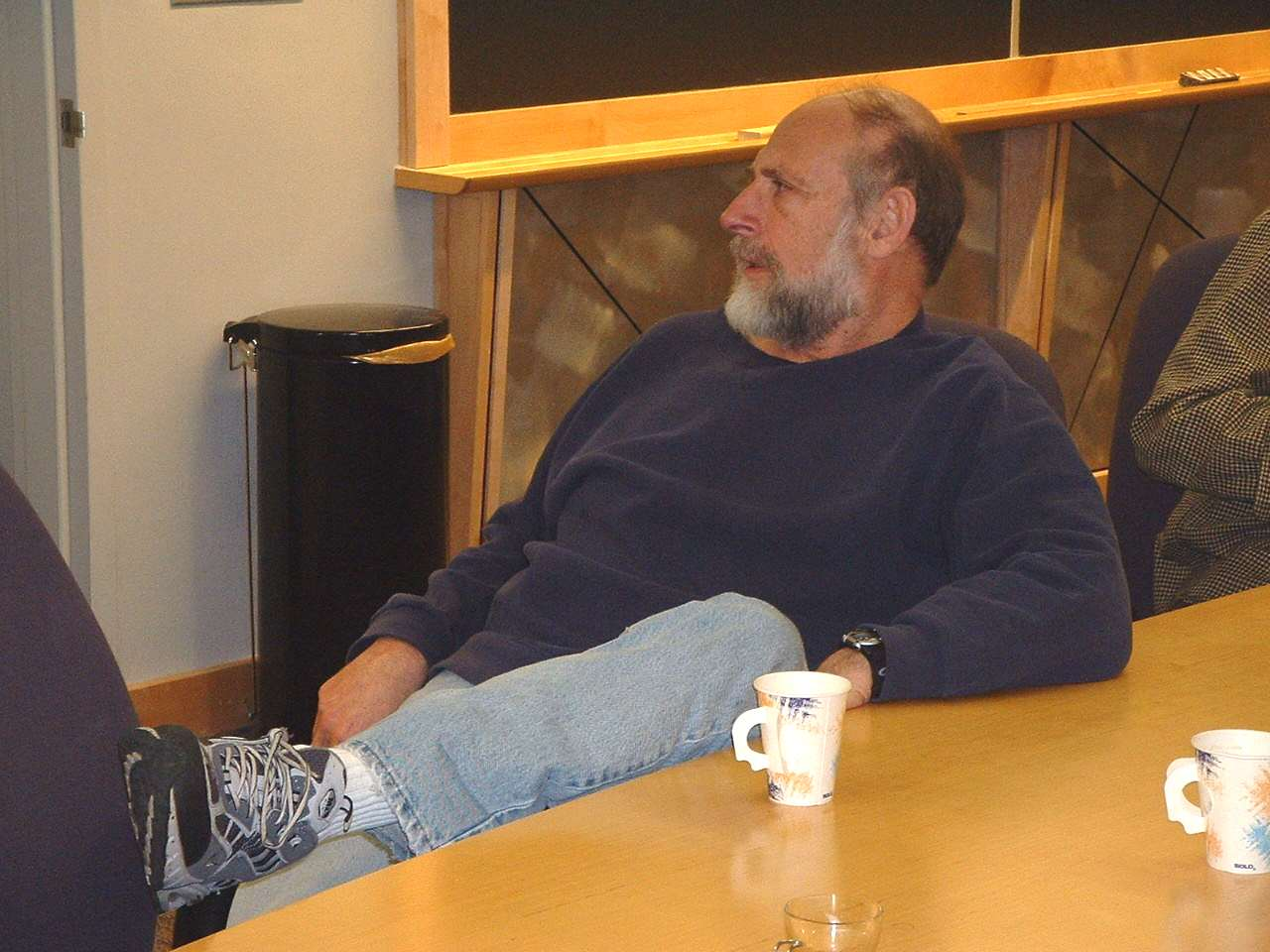
Леонард Сасскинд

Струны как фундаментальные объекты были первоначально введены в физику элементарных частиц для объяснения особенностей строения адронов, в частности пионов.
В 1960-х годах была обнаружена зависимость между спином адрона и его массой (график Чу — Фраучи). Это наблюдение привело к созданию теории Редже, в которой разные адроны рассматривались не как элементарные частицы, а как различные проявления единого протяжённого объекта — реджеона. В последующие годы усилиями Габриэле Венециано, Йоитиро Намбу и Леонарда Сасскинда была выведена формула для рассеяния реджеонов и была дана струнная интерпретация протекающих при этом явлений.
В 1968 году Габриэле Венециано и Махико Судзуки при попытке анализа процесса столкновений пи-мезонов (пионов) обнаружили, что амплитуда парного рассеивания высокоэнергетических пионов весьма точно описывается одной из бета-функций, введённых Леонардом Эйлером в 1730 году. Позже было установлено, что амплитуда парного пионного рассеивания может быть разложена в бесконечный ряд, начало которого совпадает с формулой Венециано — Судзуки.
В 1970 году Йоитиро Намбу, Тэцуо Гото, Холгер Бех Нильсен и Леонард Сасскинд выдвинули идею, что взаимодействие между сталкивающимися пионами возникает вследствие того, что эти пионы соединяет «бесконечно тонкая колеблющаяся нить». Полагая, что эта «нить» подчиняется законам квантовой механики, они вывели формулу, совпадающую с формулой Венециано — Судзуки. Таким образом, появились модели, в которых элементарные частицы представляются в виде одномерных струн, которые вибрируют на определённых нотах (частотах).
С наступлением эры квантовой хромодинамики научное сообщество утратило интерес к теории струн в адронной физике вплоть до 1980-х годов.

### Бозонная теория струн
К 1974 году стало ясно, что струнные теории, основанные на формулах Венециано, реализуются в размерности пространства большей, чем 4: модель Венециано и модель Шапиро — Вирасоро (S-V) в размерности 26, а модель Рамо́на — Невьё — Шварца (R-N-S) в 10, и все они предсказывают тахионы. Скорость тахионов превышает скорость света в вакууме, а потому их существование противоречит принципу причинности, который, в свою очередь нарушается в микромире. Таким образом, не имеется никаких убедительных (в первую очередь, экспериментальных) доказательств существования тахиона, равно как и логически неуязвимых опровержений. На данный момент считается более предпочтительным не использовать идею тахионов при построении физических теорий. Решение проблемы тахионов основано на работах по пространственно-временной глобальной (не зависящей от координат) суперсимметрии Весса и Зумино (1974 год). В 1977 году Глиоцци, Шерк и Олив (GSO проекция) ввели в модель R-N-S специальную проекцию для струнных переменных, которая позволила устранить тахион и по существу давала суперсимметричную струну. В 1981 году Грину и Шварцу удалось описать GSO проекцию в терминах D-мерной суперсимметрии и чуть позже ввести принцип устранения аномалий в теориях струн.
В 1974 году Джон Шварц и Жоэль Шерк, а также независимо от них Тамиаки Ёнэя, изучая свойства некоторых струнных вибраций, обнаружили, что они в точности соответствуют свойствам гипотетической частицы − кванта гравитационного поля, которая называется гравитон. Шварц и Шерк утверждали, что теория струн первоначально потерпела неудачу потому, что физики недооценили её масштаб. На основе данной модели была создана теория бозонных струн, которая по-прежнему остаётся первым вариантом теории струн, который преподают студентам. Эта теория формулируется в терминах действия Полякова, с помощью которого можно предсказывать движение струны в пространстве и времени. Процедура квантования действия Полякова приводит к тому, что струна может вибрировать различными способами и каждый способ её вибрации генерирует отдельную элементарную частицу. Масса частицы и характеристики её взаимодействия определяются способом вибрации струны, или своеобразной «нотой», которая извлекается из струны. Получающаяся таким образом гамма называется спектром масс теории струн.
Первоначальные модели включали как открытые струны, то есть нити, имеющие два свободных конца, так и замкнутые, то есть петли. Эти два типа струн ведут себя по-разному и генерируют два различных спектра. Не все современные теории струн используют оба типа, некоторые обходятся только замкнутыми струнами.
Теория бозонных струн не лишена проблем. Прежде всего, теория обладает фундаментальной нестабильностью, которая предполагает распад самого пространства-времени. Кроме того, как следует из её названия, спектр частиц ограничивается только бозонами. Несмотря на то, что бозоны представляют собой важный ингредиент мироздания, Вселенная состоит не только из них. Также она предсказывает несуществующую частицу с отрицательным квадратом массы — тахион. Исследования того, каким образом можно включить в спектр теории струн фермионы, привело к понятию суперсимметрии — теории взаимосвязи бозонов и фермионов, которая теперь имеет самостоятельное значение. Теории, включающие в себя фермионные вибрации струн, называются суперструнными теориями.

### Суперструнные революции

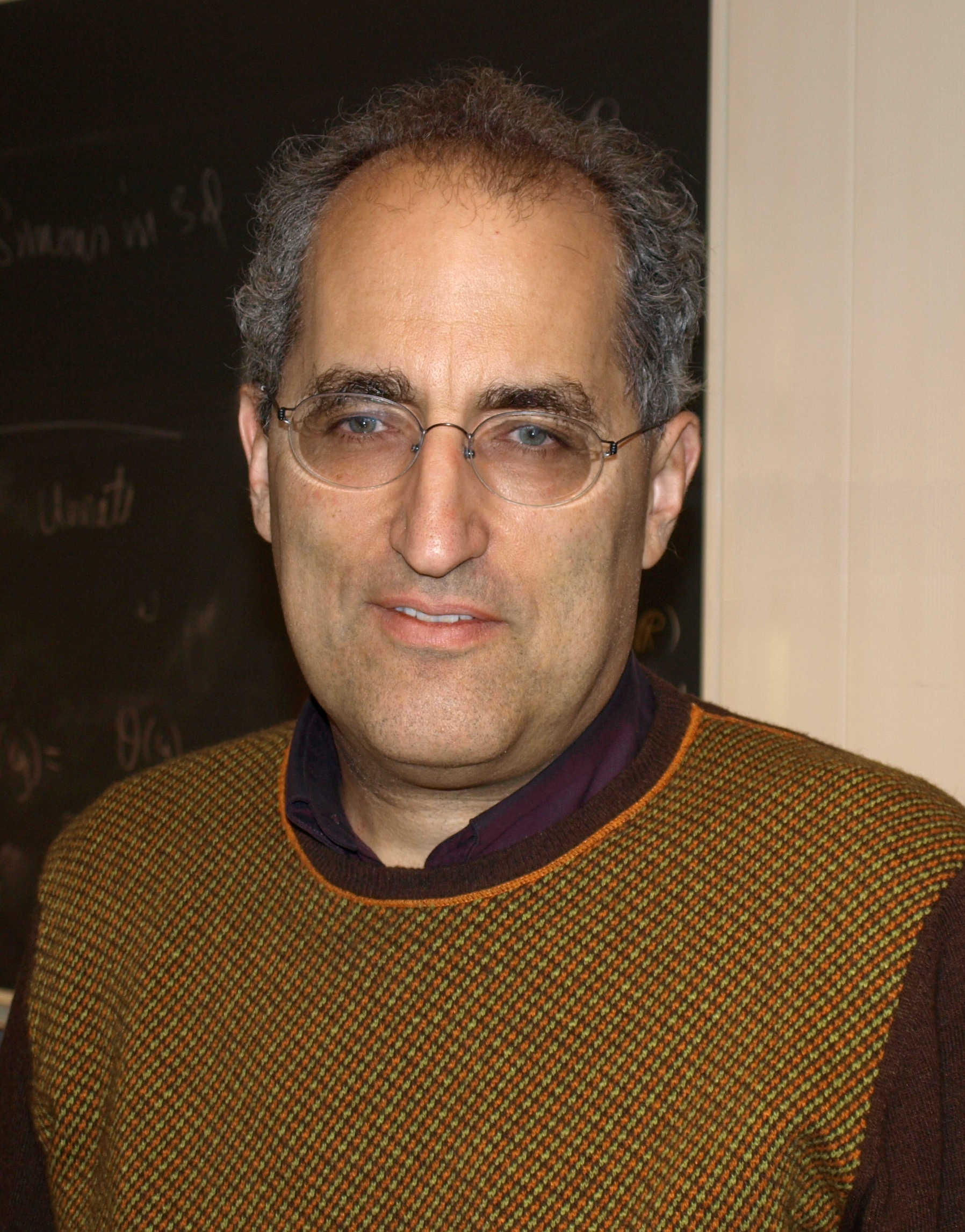
Эдвард Виттен, один из лидеров исследований М-теории

В 1984—1986 годах физики поняли, что теория струн могла бы описать все элементарные частицы и взаимодействия между ними, и сотни учёных начали работу над теорией струн как наиболее перспективной идеей объединения физических теорий.
Первой суперструнной революцией стало открытие в 1984 году Майклом Грином и Джоном Шварцем явления сокращения аномалий в теории струн типа I. Механизм этого сокращения носит название механизма Грина — Шварца. Другие значительные открытия, например, открытие гетеротической струны, были сделаны в 1985 году.

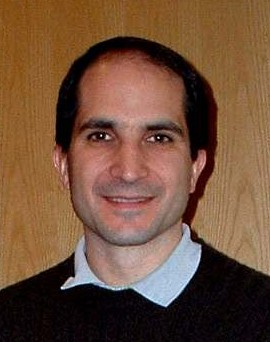
Хуан Малдасена в Гарварде

В середине 1990-х Эдвард Виттен, Джозеф Полчински и другие физики обнаружили веские доказательства того, что различные суперструнные теории представляют собой различные предельные случаи не разработанной пока 11-мерной М-теории. Это открытие ознаменовало собой вторую суперструнную революцию.
Последние исследования теории струн (точнее, М-теории) затрагивают D-браны, многомерные объекты, существование которых вытекает из включения в теорию открытых струн.
В 1997 году Хуан Малдасена обнаружил взаимосвязь между теорией струн и калибровочной теорией, которая называется N=4 суперсимметричная теория Янга — Миллса. Эта взаимосвязь, которая называется AdS/CFT-соответствием (сокращение терминов anti de Sitter space — «пространство анти-де-Ситтера», и conformal field theory — «конформная теория поля»), привлекла большой интерес струнного сообщества и сейчас активно изучается. Данное «AdS/CFT-соответствие» является конкретной реализацией голографического принципа, который имеет далеко идущие следствия в отношении чёрных дыр, локальности и информации в физике, а также природы гравитационного взаимодействия.
В 2003 году разработка ландшафта теории струн, означающего существование в теории струн экспоненциально большого числа неэквивалентных ложных вакуумов, дала начало дискуссии о том, что в итоге может предсказать теория струн и каким образом может измениться струнная космология (подробнее см. ниже).
В 2020 году учёные Университета Кембриджа (Великобритания) смогли подтвердить ошибочность некоторых разновидностей теории струн, которые предсказывали существование гипотетических частиц аксионов с определёнными характеристиками (при этом, учёные не исключают вероятности, что могут существовать аксионоподобные частицы с более низкими значениями конвертируемости, остающиеся недоступными для современных методов наблюдения).

## Основные свойства
Среди многих свойств теории струн особенно важны три нижеследующие:
1. Гравитация и квантовая механика являются неотъемлемыми принципами устройства Вселенной, и поэтому любой проект единой теории обязан включать и то, и другое. В теории струн это реализуется.
2. Исследования на протяжении XX века показали, что существуют и другие ключевые концепции, — многие из которых были проверены экспериментально, — являющиеся центральными для нашего понимания Вселенной. В их числе — спин, существование поколений частиц материи и частиц-переносчиков взаимодействия, калибровочная симметрия, принцип эквивалентности, нарушение симметрии[b] и суперсимметрия. Всё это естественным образом вытекает из теории струн.
3. В отличие от более общепринятых теорий, таких, как стандартная модель с её 19 свободными параметрами, которые могут подгоняться для обеспечения согласия с экспериментом, в теории струн свободных параметров нет[2][17].

### Классификация струнных теорий
| Тип      | Число измерений пространства-времени | Характеристика |
| -------- | ------------------------------------ | --- |
| Бозонная | 26                                   | Описывает только бозоны, нет фермионов; струны как открытые, так и замкнутые; основной недостаток: частица с мнимой массой, движущаяся со скоростью, большей скорости света, — тахион                        |
| I        | 10                                   | Включает суперсимметрию; струны как открытые, так и замкнутые; отсутствует тахион; групповая симметрия — SO(32)                                                                                              |
| IIA      | 10                                   | Включает суперсимметрию; струны только замкнутые; отсутствует тахион; безмассовые фермионы нехиральны |
| IIB      | 10                                   | Включает суперсимметрию; струны только замкнутые; отсутствует тахион; безмассовые фермионы хиральны |
| HO       | 10                                   | Включает суперсимметрию; струны только замкнутые; отсутствует тахион; теория гетеротическая: струны, колеблющиеся по часовой стрелке, отличаются от струн, колеблющихся против; групповая симметрия — SO(32) |
| HE       | 10                                   | Включает суперсимметрию; струны только замкнутые; отсутствует тахион; теория гетеротическая: струны, колеблющиеся по часовой стрелке, отличаются от струн, колеблющихся против; групповая симметрия — E8×E8  |

Несмотря на то, что понимание деталей суперструнных теорий требует серьёзной математической подготовки, некоторые качественные свойства квантовых струн можно понять на интуитивном уровне. Так, квантовые струны, как и обычные струны, обладают упругостью, которая считается фундаментальным параметром теории. Упругость квантовой струны тесно связана с её размером. Рассмотрим замкнутую струну, к которой не приложены никакие силы. Упругость струны будет стремиться стянуть её в более мелкую петлю вплоть до размера точки. Однако это нарушило бы один из фундаментальных принципов квантовой механики — принцип неопределённости Гейзенберга. Характерный размер струнной петли получится в результате балансирования между силой упругости, сокращающей струну, и эффектом неопределённости, растягивающим струну.
Благодаря протяжённости струны решается проблема ультрафиолетовых расходимостей в квантовой теории поля, и, следовательно, вся процедура регуляризации и перенормировки перестаёт быть математическим трюком и обретает физический смысл. Действительно, в квантовой теории поля бесконечные значения амплитуд взаимодействия возникают в результате того, что две частицы могут сколь угодно близко подойти друг к другу. В теории струн это уже невозможно: слишком близко расположенные струны сливаются в струну.

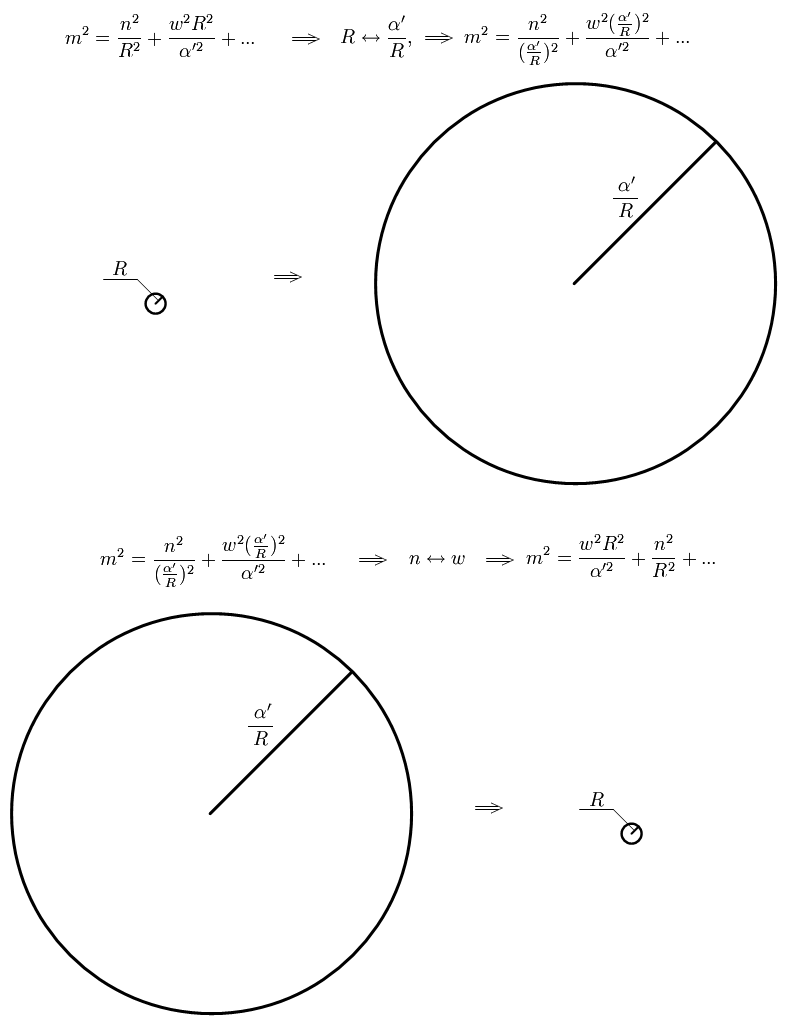
Упрощенная визуализация математики струн Т-дуальности.

### Дуальности
В середине 1980-х было установлено, что суперсимметрия, являющаяся центральным звеном теории струн, может быть включена в неё не одним, а пятью различными способами, что приводит к пяти различным теориям: типа I, типов IIA и IIB, и две гетеротические струнные теории. Можно предположить, что только одна из них могла претендовать на роль «теории всего», причём та, которая при низких энергиях и компактифицированных шести дополнительных измерениях согласовывалась бы с реальными наблюдениями. Оставались открытыми вопросы о том, какая именно теория более адекватна и что делать с остальными четырьмя теориямиС. 126.
В ходе второй суперструнной революции было показано, что такое представление неверно: все пять суперструнных теорий тесно связаны друг с другом, являясь различными предельными случаями единой 11-мерной фундаментальной теории (М-теория).
Все пять суперструнных теорий связаны друг с другом преобразованиями, называемыми дуальностями. Если две теории связаны между собой преобразованием дуальности (дуальным преобразованием), это означает, что каждое явление и качество из одной теории в каком-нибудь предельном случае имеет свой аналог в другой теории, а также имеется некий своеобразный «словарь» перевода из одной теории в другую.
То есть дуальности связывают и величины, которые считались различными или даже взаимоисключающими. Большие и малые масштабы, сильные и слабые константы связи — эти величины всегда считались совершенно чёткими пределами поведения физических систем как в классической теории поля, так и в квантовой. Струны, тем не менее, могут устранять различия между большим и малым, сильным и слабым.

#### Т-дуальность
Т-дуальность связана с симметрией в теории струн, применимой к струнным теориям типа IIA и IIB и двум гетеротическим струнным теориям. Преобразования Т-дуальности действуют в пространствах, в которых по крайней мере одна область имеет топологию окружности. При таком преобразовании радиус R этой области меняется на 1/R, и «намотанные» состояния струн меняются на высокоимпульсные струнные состояния в дуальной теории. Таким образом, меняя импульсные моды и винтовые моды струны, можно переключаться между крупным и мелким масштабом.
Другими словами связь теории типа IIA с теорией типа IIB означает, что их можно компактифицировать на окружность, а затем, поменяв винтовые и импульсные моды, а значит, и масштабы, можно увидеть, что теории поменялись местами. То же самое верно и для двух гетеротических теорий.

#### S-дуальность
S-дуальность (сильно-слабая дуальность) — эквивалентность двух квантовых теорий поля, теории струн и M-теории. Преобразование S-дуальности заменяет физические состояния и вакуум с константой связи g одной теории на физические состояния и вакуум с константой связи 1 / g другой, дуальной первой теории. Благодаря этому оказывается возможным использовать теорию возмущений, которая справедлива для теорий с константой связи g много меньшей 1, по отношению к дуальным теориям с константой связи g много большей 1. Суперструнные теории связаны S-дуальностью следующим образом: суперструнная теория типа I S-дуальна гетеротической SO(32) теории, а теория типа IIB S-дуальна самой себе.

#### U-дуальность
U-дуальность — симметрия, связывающая преобразования S-дуальности и T-дуальности; наиболее часто встречается в контексте так называемых U-дуальных групп симметрии в М-теории, определённых на конкретных топологических пространствах. U-дуальность представляет собой объединение в этих пространствах S-дуальности и T-дуальности, которые, как можно показать на D-бране, не коммутируют друг с другом.

### Дополнительные измерения
Интригующим предсказанием теории струн является многомерность Вселенной. Ни теория Максвелла, ни теории Эйнштейна не дают такого предсказания, поскольку предполагают число измерений заданным (в теории относительности их четыре). Первым, кто добавил пятое измерение к эйнштейновским четырём, оказался немецкий математик Теодор Калуца (1919 год). Обоснование ненаблюдаемости пятого измерения (его компактности) было предложено шведским физиком Оскаром Клейном в 1926 году.
Требование согласованности теории струн с релятивистской инвариантностью (лоренц-инвариантностью) налагает жёсткие требования на размерность пространства-времени, в котором она формулируется. Теория бозонных струн может быть построена только в 26-мерном пространстве-времени, а суперструнные теории — в 10-мерном.
Поскольку мы, согласно специальной теории относительности, существуем в четырёхмерном пространстве-времени, необходимо объяснить, почему остальные дополнительные измерения оказываются ненаблюдаемыми. В распоряжении теории струн имеется два таких механизма.

#### Компактификация

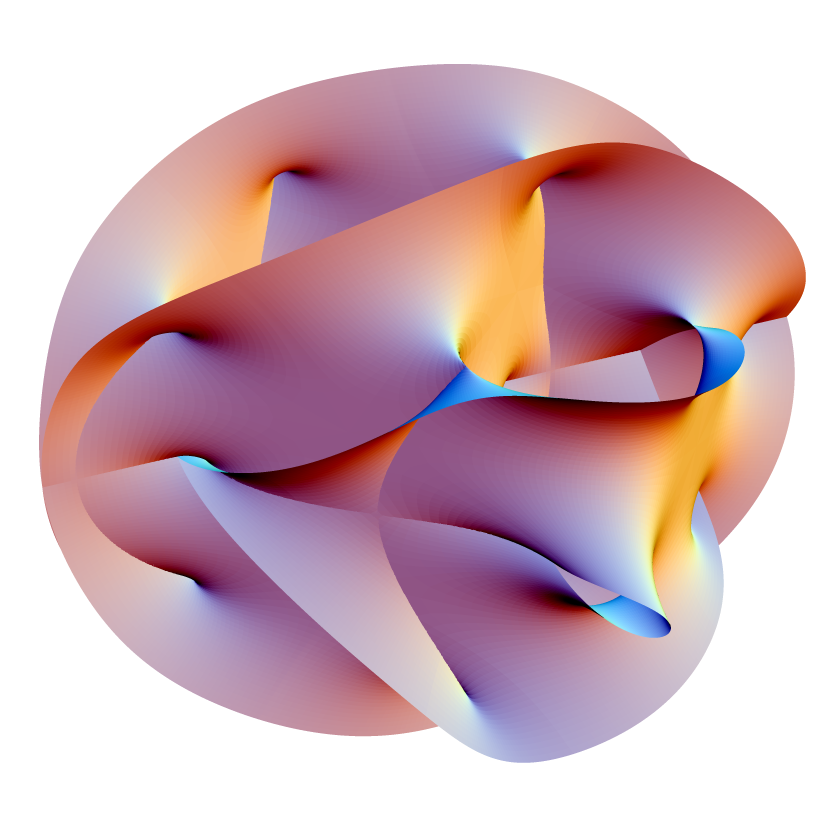
Проекция 6-мерного пространства Калаби — Яу, полученная с помощью Mathematica

Первый из них заключается в компактификации дополнительных 6 или 7 измерений, то есть замыкание их на себя на таких малых расстояниях, что они не могут быть обнаружены в экспериментах. Шестимерное разложение моделей достигается с помощью пространств Калаби — Яу.
Классическая аналогия, используемая при рассмотрении многомерного пространства, — садовый шланг. Если наблюдать шланг с достаточно далёкого расстояния, будет казаться, что он имеет только одно измерение — длину. Но если приблизиться к нему, обнаруживается его второе измерение — окружность. Истинное движение муравья, ползающего по поверхности шланга, двумерно, однако издалека оно нам будет казаться одномерным. Дополнительное измерение доступно наблюдению только с относительно близкого расстояния, поэтому и дополнительные измерения пространства Калаби — Яу доступны наблюдению только с чрезвычайно близкого расстояния, то есть практически не обнаруживаемы.

#### Локализация
Другой вариант — локализация — состоит в том, что дополнительные измерения не столь малы, однако в силу ряда причин все частицы нашего мира локализованы на четырёхмерном листе в многомерной вселенной (мультивселенной) и не могут его покинуть. Этот четырёхмерный лист (брана) и есть наблюдаемая часть мультивселенной. Поскольку мы, как и вся наша техника, состоим из обычных частиц, то мы в принципе неспособны взглянуть вовне.
Единственная возможность обнаружить присутствие дополнительных измерений — гравитация. Гравитация, будучи результатом искривления пространства-времени, не локализована на бране, и потому гравитоны и микроскопические чёрные дыры могут выходить вовне. В наблюдаемом мире такой процесс будет выглядеть как внезапное исчезновение энергии и импульса, уносимых этими объектами.

## Проблемы

### Возможность критического эксперимента
Теория струн нуждается в экспериментальной проверке, однако ни один из вариантов теории не даёт однозначных предсказаний, которые можно было бы проверить в критическом эксперименте. Таким образом, теория струн находится пока в «зачаточной стадии»: она обладает множеством привлекательных математических особенностей и может стать чрезвычайно важной в понимании устройства Вселенной, но требуется дальнейшая разработка для того, чтобы принять её или отвергнуть. Поскольку теорию струн, скорее всего, нельзя будет проверить в обозримом будущем в силу технологических ограничений, некоторые учёные сомневаются, заслуживает ли данная теория статуса научной, поскольку, по их мнению, она не является опровержимой в попперовском смысле.
Разумеется, это само по себе не является основанием считать теорию струн неверной. Часто новые теоретические конструкции проходят стадию неопределённости, прежде чем, на основании сопоставления с результатами экспериментов, признаются или отвергаются (см., например, уравнения Максвелла). Поэтому и в случае теории струн требуется либо развитие самой теории, то есть методов расчёта и получения выводов, либо развитие экспериментальной науки для исследования ранее недоступных величин.

### Опровержимость и проблема ландшафта
В 2003 году выяснилось, что существует множество способов свести 10-мерные суперструнные теории к 4-мерной эффективной теории поля. Сама теория струн не давала критерия, с помощью которого можно было бы определить, какой из возможных путей редукции предпочтителен. Каждый из вариантов редукции 10-мерной теории порождает свой 4-мерный мир, который может напоминать, а может и отличаться от наблюдаемого мира. Всю совокупность возможных реализаций низкоэнергетического мира из исходной суперструнной теории называют ландшафтом теории.
Оказывается, количество таких вариантов поистине огромно. Считается, что их число составляет как минимум 10100, вероятнее — около 10500; не исключено, что их вообще бесконечное число.
В течение 2005 года неоднократно высказывались предположения, что прогресс в этом направлении может быть связан с включением в эту картину антропного принципа: человек существует именно в такой Вселенной, в которой его существование возможно.

### Вычислительные проблемы
С математической точки зрения ещё одна проблема состоит в том, что, как и квантовая теория поля, большая часть теории струн всё ещё формулируется пертурбативно (в терминах теории возмущений). Несмотря на то, что непертурбативные методы достигли за последнее время значительного прогресса, полной непертурбативной формулировки теории до сих пор нет. Неизвестен способ вычисления амплитуд рассеяния струн для трёхпетлевых диаграмм Фейнмана и выше. Теория струн не может определить 26 параметров Стандартной модели.

### Проблема масштаба «зернистости» пространства
В результате экспериментов по обнаружению «зернистости» (степени квантования) пространства, которые состояли в измерении степени поляризации гамма-излучения, приходящего от далёких мощных источников, выяснилось, что в излучении гамма-всплеска GRB041219A, источник которого находится на расстоянии 300 млн световых лет, зернистость пространства не проявляется вплоть до размеров 10−48 м, что в 1014 раз меньше планковской длины. Данный результат, по всей видимости, заставит пересмотреть внешние параметры струнных теорий.

## Исследования

### Изучение свойств чёрных дыр
В 1996 г. струнные теоретики Эндрю Строминджер и Камран Вафа, опираясь на более ранние результаты Сасскинда и Сена, опубликовали работу «Микроскопическая природа энтропии Бекенштейна и Хокинга». В этой работе Строминджеру и Вафе удалось использовать теорию струн для нахождения микроскопических компонентов определённого класса чёрных дыр, а также для точного вычисления вкладов этих компонентов в энтропию. Работа была основана на применении нового метода, частично выходящего за рамки теории возмущений, которую использовали в 1980-х и в начале 1990-х гг. Результат работы в точности совпадал с предсказаниями Бекенштейна и Хокинга, сделанными более чем за двадцать лет до этого.
Реальным процессам образования чёрных дыр Строминджер и Вафа противопоставили конструктивный подход. Суть в том, что они изменили точку зрения на образование чёрных дыр, показав, что их можно конструировать путём кропотливой сборки в один механизм точного набора бран, открытых во время второй суперструнной революции.
Строминджер и Вафа смогли вычислить число перестановок микроскопических компонентов чёрной дыры, при которых общие наблюдаемые характеристики, например масса и заряд, остаются неизменными. Тогда энтропия этого состояния по определению равна логарифму полученного числа — числа возможных микросостояний термодинамической системы. Затем они сравнили результат с площадью горизонта событий чёрной дыры — эта площадь пропорциональна энтропии чёрной дыры, как предсказано Бекенштейном и Хокингом на основе классического понимания, — и получили идеальное согласие. По крайней мере, для класса экстремальных чёрных дыр Строминджеру и Вафе удалось найти приложение теории струн для анализа микроскопических компонентов и точного вычисления соответствующей энтропии.
Это открытие оказалось важным и убедительным аргументом в поддержку теории струн. Разработка теории струн до сих пор остаётся слишком грубой для прямого и точного сравнения с экспериментальными результатами, например, с результатами измерений масс кварков или электрона. Теория струн, тем не менее, даёт первое фундаментальное обоснование давно открытого свойства чёрных дыр, невозможность объяснения которого многие годы тормозила исследования физиков, работавших с традиционными теориями. Даже Шелдон Глэшоу, нобелевский лауреат по физике и убеждённый противник теории струн в 1980-е годы, признался в интервью в 1997 году, что «когда струнные теоретики говорят о чёрных дырах, речь идёт едва ли не о наблюдаемых явлениях, и это впечатляет».

### Струнная космология
Струнная космология — относительно новая и интенсивно развивающаяся область теоретической физики, в рамках которой осуществляются попытки использования уравнений теории струн для решения некоторых проблем, возникших в ранней космологической теории. Данный подход впервые использован в работах Габриэле Венециано, который показал, каким образом инфляционная модель Вселенной может быть получена из теории суперструн. Инфляционная космология предполагает существование некоторого скалярного поля, индуцирующего инфляционное расширение. В струнной космологии вместо этого вводится так называемое дилатонное поле, кванты которого, в отличие, например, от электромагнитного поля, не являются безмассовыми, поэтому влияние данного поля существенно лишь на расстояниях порядка размера элементарных частиц или на ранней стадии развития Вселенной.
Существует три основных пункта, в которых теория струн модифицирует стандартную космологическую модель. Во-первых, в духе современных исследований, всё более проясняющих ситуацию, из теории струн следует, что Вселенная должна иметь минимально допустимый размер. Этот вывод меняет представление о структуре Вселенной непосредственно в момент Большого взрыва, для которого в стандартной модели получается нулевой размер Вселенной. Во-вторых, понятие T-дуальности, то есть дуальности малых и больших радиусов (в его тесной связи с существованием минимального размера) в теории струн, имеет значение и в космологии. В-третьих, число пространственно-временных измерений в теории струн больше четырёх, поэтому космология должна описывать эволюцию всех этих измерений. Вообще, особенность теории струн состоит в том, что в ней, по-видимому, геометрия пространства-времени не фундаментальна, а появляется в теории на больших масштабах или при слабой связи.

### Косвенные предсказания
Несмотря на то, что арена основных действий в теории струн недоступна прямому экспериментальному изучению, ряд косвенных предсказаний теории струн всё же можно проверить в эксперименте.
Во-первых, обязательным является наличие суперсимметрии. Ожидается, что запущенный 10 сентября 2008 года, но полноценно вступивший в строй в 2010 году Большой адронный коллайдер сможет открыть некоторые суперсимметричные частицы.
Во-вторых, в моделях с локализацией наблюдаемой вселенной в мультивселенной изменяется закон гравитации тел на малых расстояниях. В настоящее время проводится ряд экспериментов, проверяющих с высокой точностью закон всемирного тяготения на расстояниях в сотые доли миллиметра. Обнаружение отклонения от этого закона было бы ключевым аргументом в пользу суперсимметричных теорий.
Отсутствие экспериментальных данных подтверждающих теорию суперсимметрии привело к появлению критиков данной теории даже среди бывших энтузиастов суперсимметрии. Так, теоретик Михаил Шифман ещё в октябре 2012 опубликовал критическую статью. В статье он прямо написал, что теория суперсимметрии бесперспективна, что от неё надо отказаться ради новых идей и ради нового поколения физиков-теоретиков (чтобы они не стали потерянным поколением).
В-третьих, в тех же самых моделях гравитация может становиться очень сильной уже на энергетических масштабах порядка нескольких ТэВ, что делает возможной её проверку на Большом адронном коллайдере. В настоящее время идёт активное исследование процессов рождения гравитонов и микроскопических чёрных дыр в таких вариантах теории.
Наконец, некоторые варианты теории струн приводят также и к наблюдательным астрофизическим предсказаниям. Суперструны (космические струны), D-струны или другие струнные объекты, растянутые до межгалактических размеров, обладают сильным гравитационным полем и могут выступать в роли гравитационных линз. Кроме того, движущиеся струны должны создавать гравитационные волны, которые, в принципе, могут быть обнаружены в экспериментах типа LIGO и VIRGO. Они также могут создавать небольшие нерегулярности в реликтовом излучении, которые могут быть обнаружены в будущих экспериментах.

### Комментарии
1. ↑  Для сравнения: струн по диаметру атома нужно примерно столько же, сколько атомов выстроить от Земли до Проксимы Центавра (ближайшая к Земле звезда, после Солнца. Альтернативный пример: клеточная ДНК находится в пространстве порядка 1 мкм³. Она недоступна наблюдению, но если ДНК из хромосом одного ядра клетки человека вытянуть, то её длина составит около 20 м.
2. ↑  Понижение симметрии, присущей системе, обычно связываемое с фазовым переходом
3. ↑  Эту ситуацию хорошо иллюстрирует притча о слоне
4. ↑  Winding number может также переводиться как «число кручения», «число намоток», «винтовое число».
5. ↑  Согласно большинству теорий квантовой гравитации размер элементарного «зерна» должен соответствовать планковской длине
6. ↑  Правда, в половину максимальной мощности.
7. ↑  Это будет серьёзной поддержкой теории струн.